# أليس وايت (مجدفة)
أليس وايت (بالإنجليزية: Alice White) هي مجدفة نيوزيلندية، ولدت في 20 يناير 1993.

## وصلات خارجية
- أليس وايت على موقع الاتحاد الدولي للتجديف (الإنجليزية)